# Audi A4
Audi A4 — п'ятимісний автомобіль компактного класу, що збирається німецькою компанією Audi починаючи з 1994 року. Перше покоління Audi A4 продовжило традиції попередніх чотирьох поколінь Audi 80, і так само, як у її попередників конструкція автомобіля складається з повздовжньо-орієнтованого двигуна у передній частині автомобіля і вмонтовуваної до задньої частини двигуна трансмісії, знову ж таки повздовжньо-орієнтованої. Крутний момент розподіляється або на передню вісь, або, за допомогою запатентованої Audi технології quattro, на обидві осі за допомогою розподільного торсен-диференціалу, таким чином, утворюючи повний привід.
З початку випуску Audi A4 була доступна у чотирьох поколіннях, заснованих на серії автомобільних платформ ‘B’ концерну Volkswagen Group, загалом знаних своїми кодами: початковий — B5, наступні B6, B7, B8 і теперішній — B9.
Audi A4 випускається у двох кузовах — “Салон” (Saloon), який є седаном, і “Авант” (Avant) — назва, яка використовується для позначення автомобілів Audi з типом кузова універсал (вагон). Друге і третє покоління Audi A4 (B6 і B7 відповідно) також випускалися у кузові кабріолет і мали таку ж назву “Cabriolet”. Проте, покоління Audi A4 (B8) поки не було представлено в кузові кабріолет, оскільки на ринку є кабріолет-версії родинних моделей Audi A5 Coupe і Audi S5 Coupe.
Також Audi випустила на ринок версії автомобілів з покращеними робочими характеристиками A4, зокрема Audi S4 і малодоступну версію з високими робочими характеристиками Audi RS4, що мають безпосереднє відношення до моделі A4.
Існують такі покоління Audi A4:
- Audi A4 B5 (1994—2001)
- Audi A4 B6 (2000—2004)
- Audi A4 B7 (2004—2008)
- Audi A4 B8 (2007—2015)
- Audi A4 B9 (2015—2024)

## Audi A4 B5 (1994—2001)

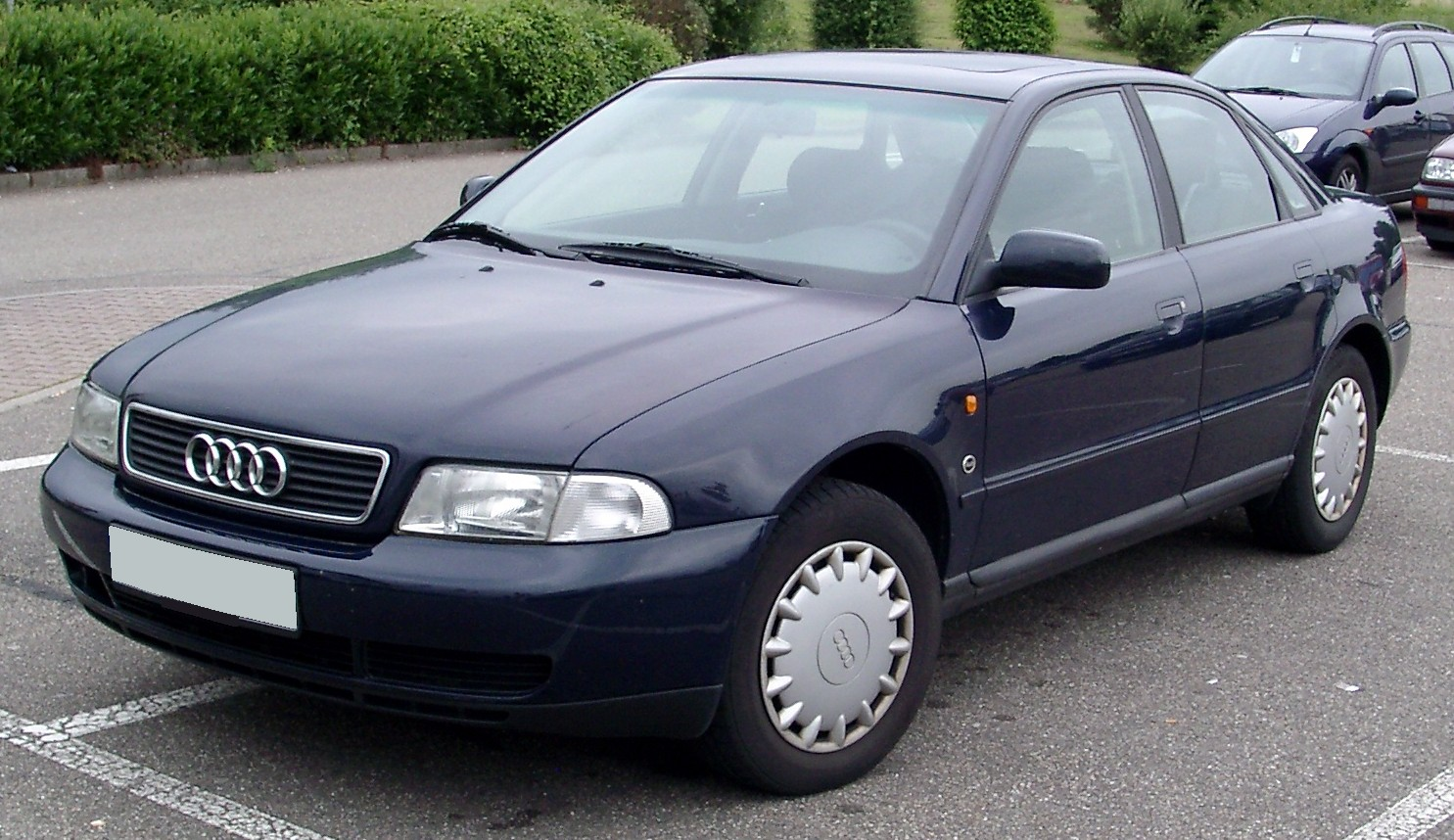
Audi A4 B5

Перше покоління Audi A4 (відоме також, як Typ 8D) дебютувало в 1994-му році, з подальшим початком серійного виробництва в листопаді 1994-го. A4 побудований на платформі B5 концерну Volkswagen, яка також використовувалася для автомобіля Volkswagen Passat (B5, Typ 3B). Двигун на цій платформі розміщений подовжньо в передній частині автомобіля; платформа оснащена стандартним переднім приводом. Багато варіацій Audi A4 були також доступні з фірмовою повнопривідною системою Audi — “quattro”. A4 представлений у двох кузовах: Салон (Saloon) /седан; Авант (Avant)/універсал представлений роком пізніше.

## Audi A4 B6 (2000—2004)

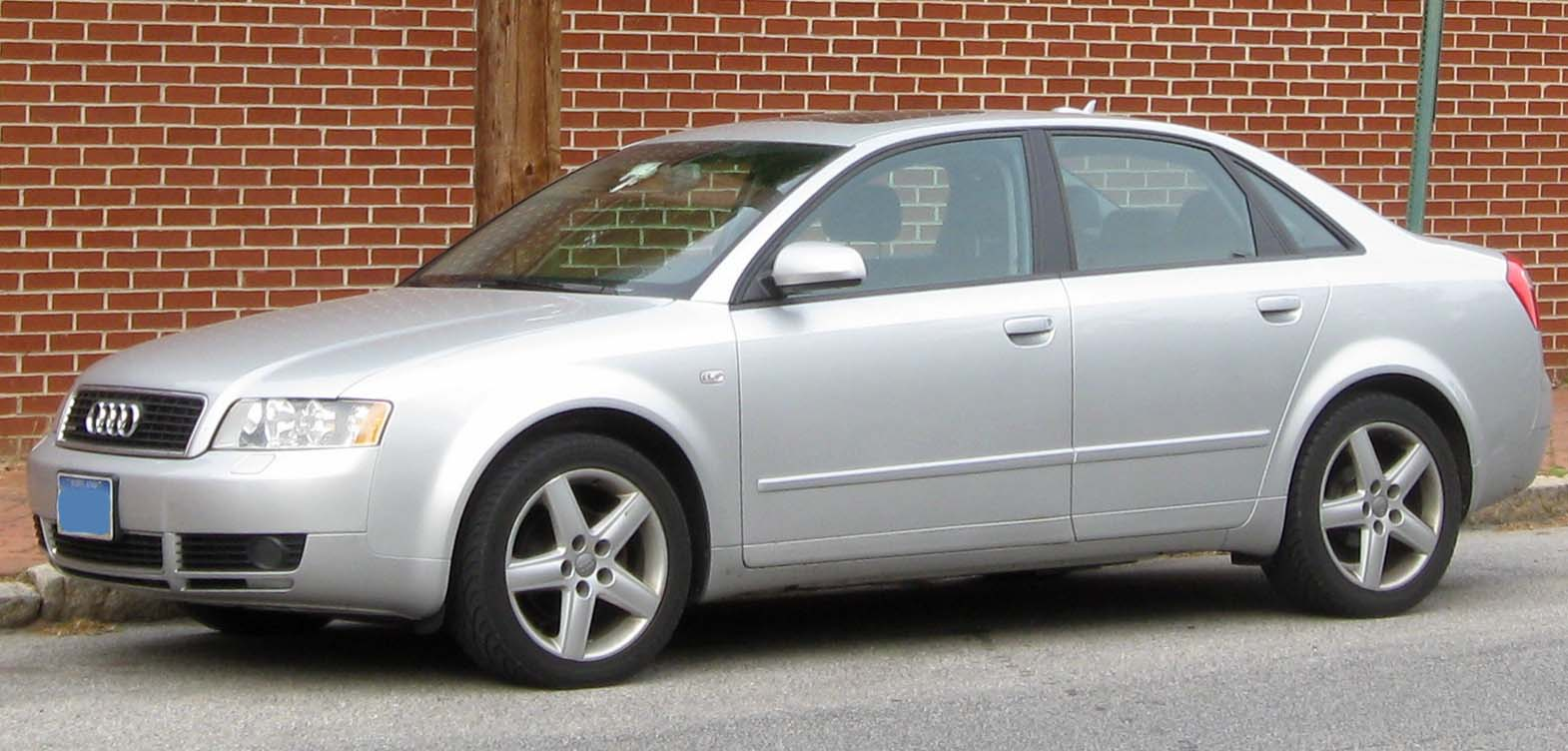
Audi A4 B6

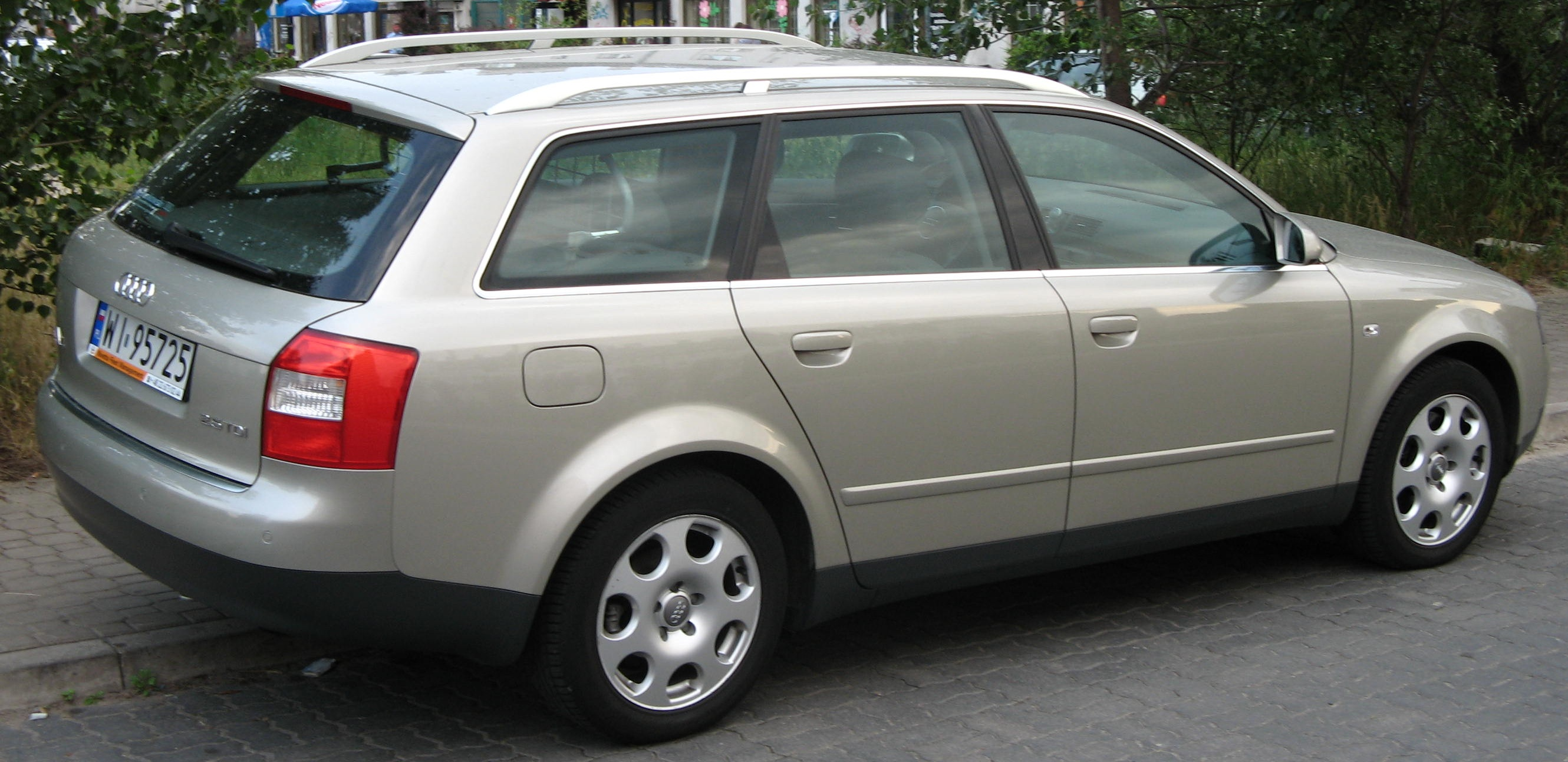
Audi A4 B6 Avant

Друге покоління дебютувало у 2000 році. Серійний випуск почався з 2001 року. Воно базувалося на новій платформі Volkswagen B6. Друге покоління стало випускатися також у кузові типу кабріолет (Cabriolet). Дизайн виконаний у стилі другого покоління Audi A6.

## Audi A4 B7 (2004—2008)

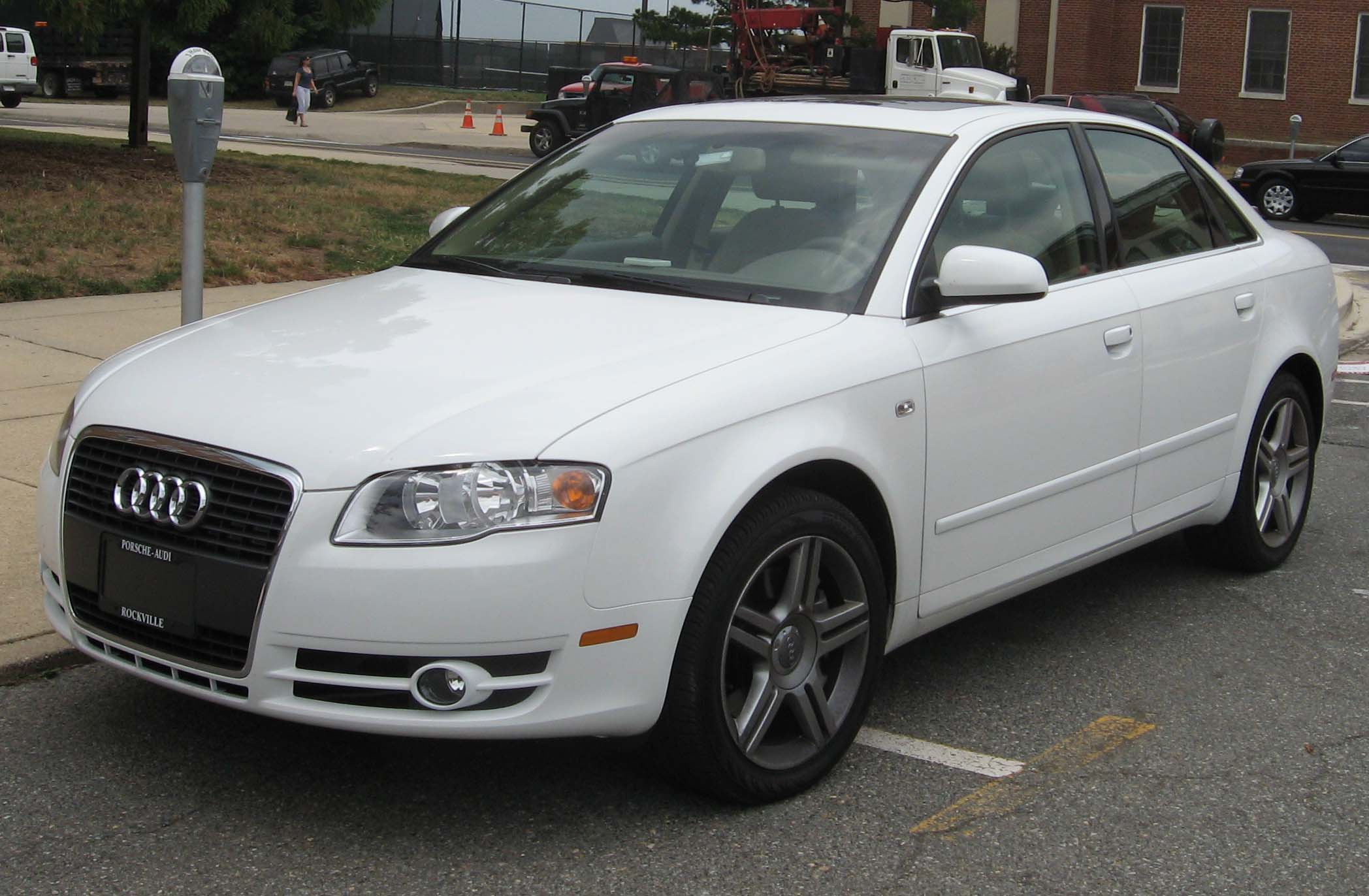
Audi A4 B7

Наприкінці 2004 року Audi A4 була піддана суттєвим змінам і попри те, що використовувалася все та ж платформа Volkswagen B6 (PL46) - (поздовжня платформа легкового автомобіля (longitudinal passenger car platform), розмір 4, покоління 6), машина отримала внутрішнє позначення B7.
Машина відрізнялася значно переглянутими установками управління, геометрією підвіски, новими двигунами, навігаційними системами й електронікою шасі (нова просунута система курсової стійкості Bosch 8.0 ESP).

## Audi A4 B8 (2007—2015)

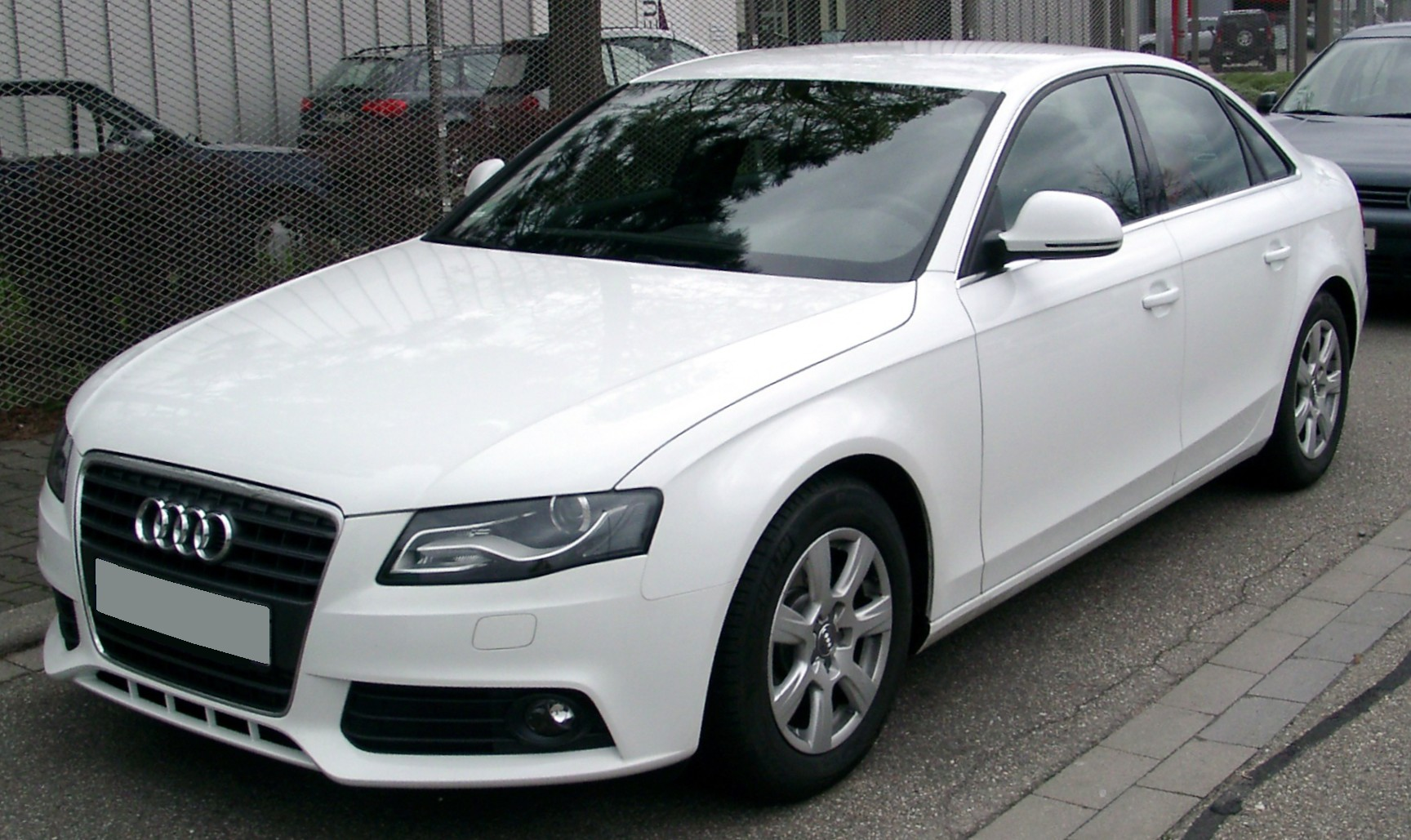
Audi A4 B8

Перші офіційні знімки четвертого покоління Audi A4 з'явилися наприкінці 2007 року, а у вересні 2007 року на Франкфуртському автосалоні відбулася прем'єра автомобіля версії седан, прем'єра універсалу відбулася в березні 2008 на Женевському автосалоні. Нижня частина автомобіля дуже схожа на А5 купе і не випадково — на А4 використовується та ж платформа, що і там, MLP (Modular Longitudinal Platform). На неї було витрачено ні багато ні мало — чотири роки і понад мільярд євро.

## Audi A4 B9 (2015—2024)

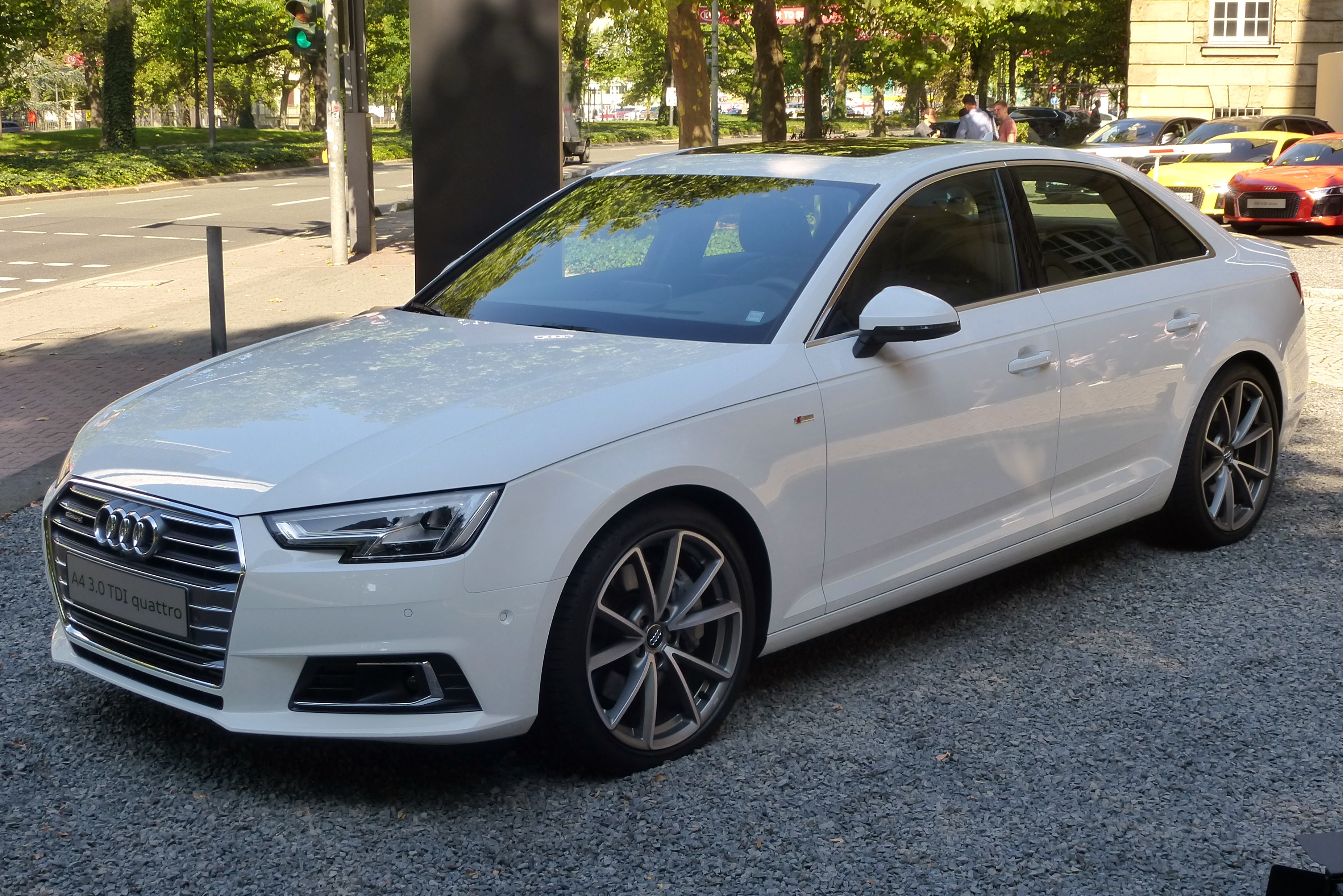
Audi A4 B9

У 2014 році мав дебютувати Audi A4 п'ятого покоління (заводський індекс B9), однак виробник переніс дату дебюту на літо 2015 року через необхідність доопрацювання моделі. Автомобіль збудовано на платформі MLB Evo і буде виготовлятися в кузові седан і універсал (A4 Avant, з'явиться у 2016 році), крім того з'явиться автомобіль з підвищеним кліренсом (A4 Allroad) і подовженою колісною базою (A4 L). 
Як початковий двигун очікується мотор 1.4 TSI з системою відключення половини циліндрів, а серед найцікавіших версій — гібрид, що заряджається від мережі (2.0 TFSI потужністю 211 к.с. і електромотор на 95 к.с.), здатний проходити на одній електротязі до 50 км.
Виробник оновив A4 для 2021 модельного року. В Audi А4 стали стандартними: Apple CarPlay і Android Auto та фірмова система повного приводу Quattro. Конструктори додали обом двигунам седана A4 по 13 к.с. потужності.

## Audi A4 allroad quattro

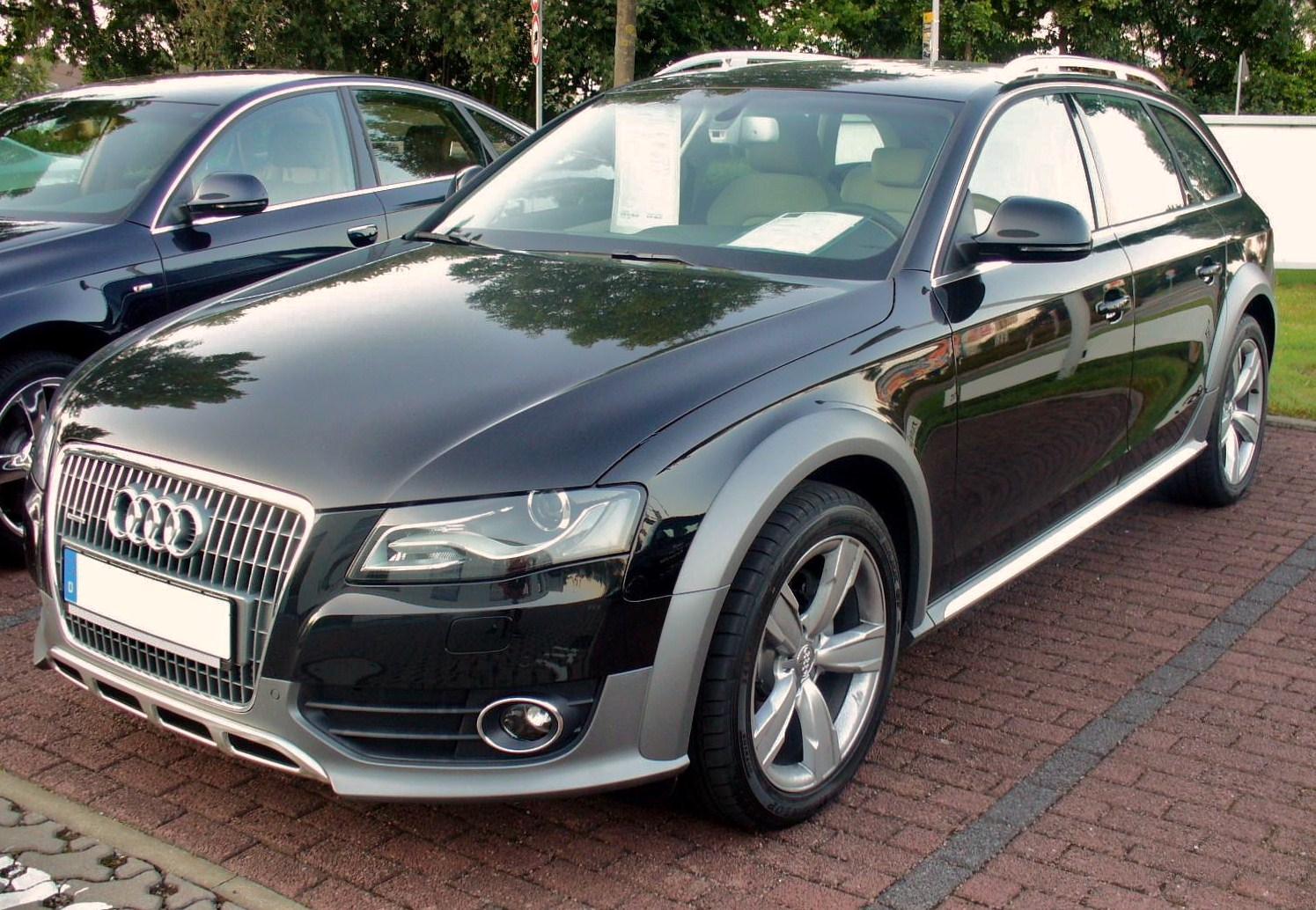
Audi A4 allroad quattro

Навесні 2009 року представлена позашляхова версія Audi A4 Avant під назвою Audi A4 Allroad Quattro. Як і Audi A4 версія Allroad Quattro була модернізована восени 2011 року.
Топовий A4 2020 року оснащений 248-сильною версією цього силового агрегату і системою повного приводу Audi Quattro. Спортивна варіація S4 приводиться в дію 3,0-літровим V6 з турбонаддувом потужністю 349 кінських сил і восьмиступінчастою автоматичною коробкою передач.

## Виробництво
| рік  | A4      | A4 Cabriolet |
| ---- | ------- | ------------ |
| 1994 |         | -            |
| 1995 |         | -            |
| 1996 |         | -            |
| 1997 | 283,522 | -            |
| 1998 | 265,421 | -            |
| 1999 | 248,428 | -            |
| 2000 | 229,558 | -            |
| 2001 | 309,151 | -            |
| 2002 | 339,562 | 20,705       |
| 2003 | 324,551 | 29,285       |
| 2004 | 313,269 | 31,962       |
| 2005 | 315,606 | 22,089       |
| 2006 | 312,786 | 28,324       |
| 2007 | 289,806 | 24,341       |
| 2008 | 361,894 | 16,991       |
| 2009 | 279,624 | 2,409        |
| 2010 | 306,291 | -            |
| 2011 | 321,045 | -            |
| 2012 | 329,759 | -            |
| 2013 | 338,449 | -            |
| 2014 | 328,465 | -            |
| 2015 | 318,788 | -            |
| 2016 | 357,999 | -            |
| 2017 | 325,307 | -            |
| 2018 | 344,623 | -            |
| 2019 | 323,387 | -            |
| 2020 | 243,566 | -            |
| 2021 | 199,628 | -            |
| 2022 | 234,395 | -            |
| 2023 | 237,830 | -            |